# Neil Jackson
 (novembre 2013).
Si vous disposez d'ouvrages ou d'articles de référence ou si vous connaissez des sites web de qualité traitant du thème abordé ici, merci de compléter l'article en donnant les références utiles à sa vérifiabilité et en les liant à la section « Notes et références ».
Pour les articles homonymes, voir Jackson.
Neil Jackson, né le 5 mars 1976 à Luton, en Angleterre, est un acteur et écrivain britannique.

## Biographie

### Carrière
Il est apparu dans plusieurs films et séries télévisées, mais, et est plus particulièrement connu pour son rôle dans Blade. Jackson a aussi fait une brève apparition dans le film de James Bond Quantum of Solace en tant qu'assassin affrontant Daniel Craig au corps-à-corps. Il a également joué dans la série télévisée Championnes à tout prix durant de nombreux épisodes le rôle de Sasha Belov (l'entraîneur). Il a aussi joué le rôle d’Abraham Van Braunt dans la série Sleepy Hollow.

## Filmographie

### Cinéma
- 2004 : Alexandre d'Oliver Stone : Perdiccas
- 2005 : Breakfast on Pluto : l'homme à la discothèque
- 2006 : Opération Matchbox : Flt. Sgt. Simkins
- 2006 : The Thirst (en) de Jeremy Kasten (en) : Duc d'Earl
- 2007 : The Passage : Adam
- 2008 : 15-40 (court métrage) : Kai Hensen
- 2008 : Quantum of Solace : Edmund Slate
- 2009 : Push : Victor Budarin
- 2009 : Les Colocataires (Table of Three) : Tre
- 2010 : Vous allez rencontrer un bel et sombre inconnu (You Will Meet a Tall Dark Stranger) de Woody Allen : Alan
- 2011 : Blood Soldiers: Interrogation (court métrage) : Marcus Cole
- 2012 : Vampyre Nation (True Bloodthirst) : Derricks
- 2018 : Bienvenue à Marwen (Welcome to Marwen) de Robert Zemeckis : Kurt
- 2021 : The King's Man : Première mission (The King's Man) de Matthew Vaughn : le capitaine Forrest

### Télévision
- 2002 : Heartbeat (série télévisée) : Jeremy Purves
- 2002 : The House that Jack Built (série télévisée) : Charlie
- 2002 : Is Harry on the Boat? (série télévisée) : Matthew
- 2002 : Ultimate Force (série télévisée) : Luke
- 2002 : Affaires non classées (Silent Witness) (série télévisée) : Marcus Saul
- 2002 - 2003 : Dream Team (série télévisée) : Phil Wallis
- 2003 : The Last Detective (série télévisée) : Stuart Gilley
- 2004 : Red Cap (série télévisée) : Pte. Robbie McCoy
- 2005 : Sugar Rush (série télévisée) : Dale
- 2005 : Stargate SG-1 (série télévisée) : Khalek (saison 9 episode 9)
- 2006 : Blade (série télévisée) : Marcus Van Sciver
- 2007 : Les Experts (CSI: Las Vegas) (série télévisée) : Michael, le serveur
- 2007 : How I Met Your Mother (série télévisée) : Ian
- 2008 : Les Experts : Miami (CSI: Miami) (série télévisée) : Paul Sanders
- 2008 : The Cleaner (série télévisée) : Duncan Collins
- 2008 : Stargate Atlantis (série télévisée) : Wraith
- 2009 - 2012 : Championnes à tout prix (Make It or Break It) (série télévisée) : Sasha Belov
- 2010 : Flashforward (série télévisée) : Lucas Hellinger
- 2010 - 2012 : Maîtres et Valets (série télévisée) : Harry Spargo
- 2011 : Little Crackers (série télévisée) : Daddy
- 2011 : FBI : Duo très spécial (White Collar) (série télévisée) : David Lawrence
- 2013 : Lightfields (série télévisée) : Dwight Lawson
- 2013 : Jo (série télévisée) (série télévisée) : Baron (épisode 3)
- 2014 : Divorce sous surveillance (House of Secrets) : Sam Manning
- 2014 : Person of Interest (série télévisée) : Mr. Dillinger (saison 3, épisode 16)
- 2014 : Sleepy Hollow (série télévisée) : Abraham Van Brun
- 2017 : The Originals (série télévisée) : Alistair Duquesne
- 2017 : Absentia (série télévisée) : Jack Byrne
- 2020 - 2022 : Stargirl : Jordan Mahkent / Icicle
- 2024 : Tracker : William Locke (saison 2, épisode 4)